# Szingapúr a 2012. évi nyári olimpiai játékokon
Szingapúr a nagy-britanniai Londonban megrendezett 2012. évi nyári olimpiai játékok egyik részt vevő nemzete volt. Az országot az olimpián 9 sportágban 23 sportoló képviselte, akik összesen 2 érmet szereztek.

## Érmesek
| Érem  | Versenyző                                            | Sportág       | Versenyszám |
| ----- | ---------------------------------------------------- | ------------- | ----------- |
| Bronz | Feng Tien-vej (Feng Tian Wei)                        | Asztalitenisz | Női egyes   |
| Bronz | Feng Tien-vej (Feng Tian Wei) Li Jia Wei Wang Jue Gu | Asztalitenisz | Női csapat  |

## Asztalitenisz
Férfi
| Versenyző                  | Versenyszám | Selejtező         | 64-es főtábla     | 48-as főtábla                                       | 32-es főtábla                               | Nyolcaddöntő                                                         | Negyeddöntő                                        | Elődöntő          | Döntő             | Helyezés |
| Versenyző                  | Versenyszám | Ellenfél Eredmény | Ellenfél Eredmény | Ellenfél Eredmény                                   | Ellenfél Eredmény                           | Ellenfél Eredmény                                                    | Ellenfél Eredmény                                  | Ellenfél Eredmény | Ellenfél Eredmény | Helyezés |
| -------------------------- | ----------- | ----------------- | ----------------- | --------------------------------------------------- | ------------------------------------------- | -------------------------------------------------------------------- | -------------------------------------------------- | ----------------- | ----------------- | -------- |
| Gao Ning                   | Egyes       | erőnyerő          | erőnyerő          | erőnyerő                                            | Bojan Tokič (SLO) · 11–7, 11–7, 11–5, 14–12 | Vang Hao (CHN) · 9–11, 7–11, 9–11, 11–7, 3–11                        | kiesett                                            | kiesett           | kiesett           | 9.       |
| Yang Zi                    | Egyes       | erőnyerő          | erőnyerő          | Paul Drinkhall (GBR) · 7–11, 7–11, 8–11, 11–4, 9–11 | kiesett                                     | kiesett                                                              | kiesett                                            | kiesett           | kiesett           | 33.      |
| Gao Ning Zhan Jian Yang Zi | Csapat      |                   |                   |                                                     |                                             | Ausztrália (AUS) · Justin Han · William Henzell · Robert Frank · 3–0 | Kína (CHN) · Ma Long · Zhang Jike · Vang Hao · 0–3 | kiesett           | kiesett           | 5.       |

Női
| Versenyző                                            | Versenyszám | Selejtező         | 64-es főtábla     | 48-as főtábla     | 32-es főtábla                                      | Nyolcaddöntő                                                                 | Negyeddöntő                                                     | Elődöntő                                                           | Döntő                                                                           | Helyezés |
| Versenyző                                            | Versenyszám | Ellenfél Eredmény | Ellenfél Eredmény | Ellenfél Eredmény | Ellenfél Eredmény                                  | Ellenfél Eredmény                                                            | Ellenfél Eredmény                                               | Ellenfél Eredmény                                                  | Ellenfél Eredmény                                                               | Helyezés |
| ---------------------------------------------------- | ----------- | ----------------- | ----------------- | ----------------- | -------------------------------------------------- | ---------------------------------------------------------------------------- | --------------------------------------------------------------- | ------------------------------------------------------------------ | ------------------------------------------------------------------------------- | -------- |
| Feng Tien-vej (Feng Tian Wei)                        | Egyes       | erőnyerő          | erőnyerő          | erőnyerő          | Chen Szu-yu (TPE) · 11–6, 11–13, 11–5, 12–10, 11–9 | Wu Jiaduo (GER) · 11–6, 7–11, 11–5, 9–11, 11–6, 11–6                         | Kim Gjonga (KOR) · 13–11, 11–7, 4–11, 11–6, 10–12, 12–10        | Ding Ning (CHN) · 7–11, 4–11, 11–9, 10–12, 11–6, 6–11              | Bronzmérkőzés · Isikava Kaszumi (JPN) · 11–9, 11–6, 11–6, 11–5                  |          |
| Wang Jue Gu                                          | Egyes       | erőnyerő          | erőnyerő          | erőnyerő          | Xian Yifang (FRA) · 11–9, 11–8, 11–6, 11–4         | Viktorija Pavlavics (BLR) · 11–6, 7–11, 4–11, 12–14, 11–7, 11–9, 11–8        | Isikava Kaszumi (JPN) · 11–8, 5–11, 4–11, 8–11, 4–11            | kiesett                                                            | kiesett                                                                         | 5.       |
| Feng Tien-vej (Feng Tian Wei) Li Jia Wei Wang Jue Gu | Csapat      |                   |                   |                   |                                                    | Lengyelország (POL) · Qian Li · Natalia Partyka · Katarzyna Grzybowska · 3–1 | Észak-Korea (PRK) · Ri Myong Sun · Kim Jong · Ri Mi Gyong · 3–0 | Japán (JPN) · Fukuhara Ai · Isikava Kaszumi · Hirano Szajaka · 0–3 | Bronzmérkőzés · Dél-Korea (KOR) · Kim Gjonga · Szok Hadzsong · Tang Jeszo · 3–0 |          |

## Atlétika
Férfi
| Versenyző  | Versenyszám | Selejtező | Selejtező | Selejtező | Előfutam | Előfutam | Előfutam | Elődöntő | Elődöntő | Elődöntő | Döntő   | Döntő    |
| Versenyző  | Versenyszám | Idő       | Hely.     | Össz.     | Idő      | Hely.    | Össz.    | Idő      | Hely.    | Össz.    | Idő     | Helyezés |
| ---------- | ----------- | --------- | --------- | --------- | -------- | -------- | -------- | -------- | -------- | -------- | ------- | -------- |
| Yeo Foo Ee | 100 m       | kiemelt   | kiemelt   | kiemelt   | 10,69    | 8.       | 50.      | kiesett  | kiesett  | kiesett  | kiesett | kiesett  |

Női
| Versenyző        | Versenyszám | Előfutam | Előfutam | Előfutam | Elődöntő | Elődöntő | Elődöntő | Döntő   | Döntő    |
| Versenyző        | Versenyszám | Idő      | Hely.    | Össz.    | Idő      | Hely.    | Össz.    | Idő     | Helyezés |
| ---------------- | ----------- | -------- | -------- | -------- | -------- | -------- | -------- | ------- | -------- |
| Dipna Lim Prasad | 100 m gát   | 14,68    | 7.       | 43.*     | kiesett  | kiesett  | kiesett  | kiesett | kiesett  |

* - egy másik versenyzővel azonos eredményt ért el

## Kajak-kenu

### Síkvízi
Női
| Versenyző     | Versenyszám       | Előfutam | Előfutam | Előfutam | Elődöntő | Elődöntő | Elődöntő | Döntő   | Döntő   | Döntő    | Helyezés |
| Versenyző     | Versenyszám       | Idő      | Hely.    | Össz.    | Idő      | Hely.    | Össz.    | Típus   | Idő     | Helyezés | Helyezés |
| ------------- | ----------------- | -------- | -------- | -------- | -------- | -------- | -------- | ------- | ------- | -------- | -------- |
| Geraldine Lee | Kajak egyes 200 m | 45,552   | 8.       | 27.      | kiesett  | kiesett  | kiesett  | kiesett | kiesett | kiesett  | 27.      |
| Geraldine Lee | Kajak egyes 500 m | 2:01,037 | 4.       | 21.      | 2:01,516 | 7.       | 22.      | kiesett | kiesett | kiesett  | 22.      |

## Sportlövészet
Női
| Versenyző   | Versenyszám           | Selejtező | Selejtező | Döntő   | Döntő    |
| Versenyző   | Versenyszám           | Pont      | Helyezés  | Pont    | Helyezés |
| ----------- | --------------------- | --------- | --------- | ------- | -------- |
| Jasmine Ser | Légpuska              | 394       | 24.       | kiesett | kiesett  |
| Jasmine Ser | Sportpuska, összetett | 577       | 29.       | kiesett | kiesett  |

## Súlyemelés
Női
| Versenyző   | Versenyszám | Szakítás | Szakítás | Lökés    | Lökés    | Összesen | Helyezés |
| Versenyző   | Versenyszám | Eredmény | Helyezés | Eredmény | Helyezés | Összesen | Helyezés |
| ----------- | ----------- | -------- | -------- | -------- | -------- | -------- | -------- |
| Helena Wong | 53 kg       | 61       | 16.      | 73       | 15.      | 134      | 15.      |

## Tollaslabda
| Versenyző                 | Versenyszám | Csoportkör | Csoportkör | Nyolcaddöntő                          | Negyeddöntő       | Elődöntő          | Bronz- mérkőzés   | Döntő             | Helyezés |
| Versenyző                 | Versenyszám | Ellenfél Eredmény | Hely.      | Ellenfél Eredmény                     | Ellenfél Eredmény | Ellenfél Eredmény | Ellenfél Eredmény | Ellenfél Eredmény | Helyezés |
| ------------------------- | ----------- | --- | ---------- | ------------------------------------- | ----------------- | ----------------- | ----------------- | ----------------- | -------- |
| Derek Wong                | Férfi egyes | I csoport · Misha Zilberman (ISR) · 21–9, 21–15 · Jan Østergaard Jørgensen (DEN) · 14–21, 17–21 | 2.         | kiesett                               | kiesett           | kiesett           | kiesett           | kiesett           | 17.      |
| Gu Juan                   | Női egyes   | D csoport · Monika Fašungová (SVK) · 21–5, 21–11 · Victoria Na (AUS) · 21–10, 21–7 | 1.         | Cheng Shao-chieh (TPE) · 18–21, 10–21 | kiesett           | kiesett           | kiesett           | kiesett           | 9.       |
| Shinta Mulia Sari Yao Lei | Női páros   | B csoport · Tajvan (TPE) · Cheng Wen-hsing · Chien Yu-chin · 21–18, 15–21, 15–21 · Japán (JPN) · Fudzsii Mizuki · Kakiiva Reika · 21–16, 19–21, 10–21 · India (IND) · Dzsvála Gutta · Ásvini Ponnappa · 16–21, 15–21 | 4.         |                                       | kiesett           | kiesett           | kiesett           | kiesett           | 10.      |

## Torna
Női
| Versenyző    | Versenyszám      | Selejtező | Selejtező | Döntő    | Döntő    |
| Versenyző    | Versenyszám      | Pontszám  | Helyezés  | Pontszám | Helyezés |
| ------------ | ---------------- | --------- | --------- | -------- | -------- |
| Lim Heem Wei | Talaj            | 12,033    | 77.       | kiesett  | kiesett  |
| Lim Heem Wei | Ugrás            | 13,333    | 67.       | kiesett  | kiesett  |
| Lim Heem Wei | Felemás korlát   | 12,400    | 66.       | kiesett  | kiesett  |
| Lim Heem Wei | Gerenda          | 13,033    | 46.       | kiesett  | kiesett  |
| Lim Heem Wei | Egyéni összetett | 50,799    | 45.       | kiesett  | kiesett  |

## Úszás
Férfi
| Versenyző        | Versenyszám    | Előfutam | Előfutam | Előfutam | Elődöntő | Elődöntő | Elődöntő | Döntő   | Döntő    |
| Versenyző        | Versenyszám    | Idő      | Hely.    | Össz.    | Idő      | Hely.    | Össz.    | Idő     | Helyezés |
| ---------------- | -------------- | -------- | -------- | -------- | -------- | -------- | -------- | ------- | -------- |
| Quah Zheng Wen   | 200 m hát      | 2:03,45  | 3.       | 35.      | kiesett  | kiesett  | kiesett  | kiesett | kiesett  |
| Quah Zheng Wen   | 400 m vegyes   | 4:26,81  | 8.       | 33.      |          |          |          | kiesett | kiesett  |
| Joseph Schooling | 100 m pillangó | 53,63    | 3.       | 35.      | kiesett  | kiesett  | kiesett  | kiesett | kiesett  |
| Joseph Schooling | 200 m pillangó | 1:59,18  | 8.       | 26.      | kiesett  | kiesett  | kiesett  | kiesett | kiesett  |

Női
| Versenyző   | Versenyszám    | Előfutam | Előfutam | Előfutam | Elődöntő | Elődöntő | Elődöntő | Döntő   | Döntő    |
| Versenyző   | Versenyszám    | Idő      | Hely.    | Össz.    | Idő      | Hely.    | Össz.    | Idő     | Helyezés |
| ----------- | -------------- | -------- | -------- | -------- | -------- | -------- | -------- | ------- | -------- |
| Mylene Ong  | 100 m gyors    | 56,33    | 4.       | 29.*     | kiesett  | kiesett  | kiesett  | kiesett | kiesett  |
| Lynette Lim | 400 m gyors    | 4:18,64  | 7.       | 30.      |          |          |          | kiesett | kiesett  |
| Lynette Lim | 800 m gyors    | 8:52,92  | 7.       | 31.      |          |          |          | kiesett | kiesett  |
| Tao Li      | 100 m hát      | 1:01,60  | 1.       | 26.      | kiesett  | kiesett  | kiesett  | kiesett | kiesett  |
| Tao Li      | 100 m pillangó | 58,34    | 3.       | 11.      | 58,18    | 4.       | 10.      | kiesett | kiesett  |

* - egy másik versenyzővel azonos eredményt ért el

## Vitorlázás
Férfi
| Versenyző   | Versenyszám | Futam | Futam | Futam | Futam | Futam | Futam | Futam | Futam | Futam | Futam | Futam   | Pontszám | Helyezés |
| Versenyző   | Versenyszám | 1     | 2     | 3     | 4     | 5     | 6     | 7     | 8     | 9     | 10    | É       | Pontszám | Helyezés |
| ----------- | ----------- | ----- | ----- | ----- | ----- | ----- | ----- | ----- | ----- | ----- | ----- | ------- | -------- | -------- |
| Colin Cheng | Laser       | 4     | 25    | 26    | 20    | 28    | (34)  | 10    | 2     | 17    | 14    | kiesett | 145      | 15.      |

Női
| Versenyző     | Versenyszám  | Futam | Futam | Futam | Futam | Futam | Futam | Futam | Futam | Futam | Futam | Futam   | Pontszám | Helyezés |
| Versenyző     | Versenyszám  | 1     | 2     | 3     | 4     | 5     | 6     | 7     | 8     | 9     | 10    | É       | Pontszám | Helyezés |
| ------------- | ------------ | ----- | ----- | ----- | ----- | ----- | ----- | ----- | ----- | ----- | ----- | ------- | -------- | -------- |
| Elizabeth Yin | Laser radial | (34)  | 27    | 29    | 13    | 28    | 12    | 26    | 18    | 19    | 25    | kiesett | 197      | 24.      |